# UCI Europe Tour 2025
El UCI Europe Tour 2025 es la decimonovena edición del calendario ciclístico internacional europeo. Se inició el 24 de enero de 2025 en España, con la Clásica Campo de Murviedro y finalizará el 19 de octubre de 2025 con la Chrono des Nations en Francia. En principio, se disputarán 235 competencias, otorgando puntos a los primeros clasificados de las etapas y a la clasificación final, aunque el calendario puede sufrir modificaciones a lo largo de la temporada con la inclusión de nuevas carreras o exclusión de otras.

## Equipos
Los equipos que pueden participar en las diferentes carreras depende de la categoría de las mismas. Los equipos UCI WorldTeam y UCI ProTeam tienen cupo limitado para competir de acuerdo al año correspondiente establecido por la UCI, los equipos UCI Continentales y selecciones nacionales no tienen restricciones de participación:
| Categoría      | Categoría                       | Equipos                                                                                    |
| -------------- | ------------------------------- | ------------------------------------------------------------------------------------------ |
| .1             | 1.1 (Carrera de un día)         | * UCI WorldTeam (max 50%) * UCI ProTeam * Continentales * Selecciones nacionales           |
| .1             | 2.1 (Carrera de varios días)    | * UCI WorldTeam (max 50%) * UCI ProTeam * Continentales * Selecciones nacionales           |
| .2             | 1.2 (Carrera de un día)         | * UCI ProTeam * Continentales * Selecciones nacionales * Selecciones regionales * Amateurs |
| .2             | 2.2 (Carrera de varios días)    | * UCI ProTeam * Continentales * Selecciones nacionales * Selecciones regionales * Amateurs |
| .Ncup (sub-23) | 1.Ncup (Carrera de un día)      | * Selecciones nacionales * Selecciones mixtas                                              |
| .Ncup (sub-23) | 2.Ncup (Carrera de varios días) | * Selecciones nacionales * Selecciones mixtas                                              |

## Calendario
Las siguientes son las carreras que componen el calendario UCI Europe Tour para la temporada 2025 aprobado por la UCI.

### Enero
| UCI Europe Tour 2024 - enero |                            |       |                     |                       |
| Fecha                        | Carrera                    | Clase | Ganador             | Equipo                |
| ---------------------------- | -------------------------- | ----- | ------------------- | --------------------- |
| 24                           | Clásica Campo de Murviedro | 1.2   | Urko Berrade        | Kern Pharma           |
| 25                           | Gran Premio Castellón      | 1.1   | António Morgado     | UAE Emirates XRG      |
| 26                           | Gran Premio Valencia       | 1.1   | Marc Hirschi        | Tudor                 |
| 29                           | Trofeo Calviá              | 1.1   | Jan Christen        | UAE Emirates XRG      |
| 30                           | Trofeo Las Salinas         | 1.1   | Marijn van den Berg | EF Education-EasyPost |
| 31                           | Trofeo Serra de Tramuntana | 1.1   | Florian Stork       | Tudor                 |

### Febrero
| UCI Europe Tour 2025 - febrero |                                    |       |                         |                        |
| Fecha                          | Carrera                            | Clase | Ganador                 | Equipo                 |
| ------------------------------ | ---------------------------------- | ----- | ----------------------- | ---------------------- |
| 1                              | Trofeo Pollensa-Puerto de Andrach  | 1.1   | Cancelada               | Cancelada              |
| 1                              | Gran Premio Antalya                | 1.2   | Wan Abdul Rahman Hamdan | Terengganu             |
| 2                              | Trofeo Palma                       | 1.1   | Iúri Leitão             | Caja Rural-Seguros RGA |
| 2                              | Gran Premio Ciclista La Marsellesa | 1.1   | Valentin Ferron         | Cofidis                |
| 5-9                            | Estrella de Bessèges               | 2.1   | Kévin Vauquelin         | Arkéa-B&B Hotels       |
| 8                              | Gran Premio Aspendos               | 1.2   | Gerard Ledesma          | VC Fukuoka             |
| 14-16                          | Tour La Provence                   | 2.1   | Mads Pedersen           | Lidl-Trek              |
| 15                             | Vuelta a Murcia                    | 1.1   | Fabio Christen          | Q36.5                  |
| 17                             | Clásica Jaén Paraíso Interior      | 1.1   | Michał Kwiatkowski      | INEOS Grenadiers       |
| 21                             | Clásica Var                        | 1.1   | Christian Scaroni       | XDS Astana             |
| 22-23                          | Tour de los Alpes Marítimos        | 2.1   | Christian Scaroni       | XDS Astana             |
| 26-2                           | O Gran Camiño                      | 2.1   | Derek Gee               | Israel-Premier Tech    |

### Marzo
| UCI Europe Tour 2025 - marzo |                                    |       |                        |                                        |
| Fecha                        | Carrera                            | Clase | Ganador                | Equipo                                 |
| ---------------------------- | ---------------------------------- | ----- | ---------------------- | -------------------------------------- |
| 2-3                          | Visit South Aegean Islands         | 2.2   | Alexander Arnt Hansen  | AIRTOX-Carl Ras                        |
| 4                            | Le Samyn                           | 1.1   | Mathieu van der Poel   | Alpecin-Deceuninck                     |
| 5                            | Clásica Umag                       | 1.2   | Matthias Schwarzbacher | UAE Emirates Gen Z                     |
| 8                            | Gran Premio Criquielion            | 1.1   | Matteo Moschetti       | Q36.5                                  |
| 8                            | Tour de las 100 Comunas            | 1.2   | Matthew Brennan        | Visma \| Lease a Bike Development      |
| 8                            | Gran Premio Internacional de Rodas | 1.2   | Marcin Budziński       | ATT Investments                        |
| 9                            | Gran Premio Jean-Pierre Monseré    | 1.1   | Alexys Brunel          | TotalEnergies                          |
| 9                            | Dorpenomloop Rucphen               | 1.2   | Milan De Ceuster       | Lotto Development                      |
| 9                            | Gran Premio Villa de Lillers       | 1.2   | Matthew Brennan        | Visma \| Lease a Bike Development      |
| 9                            | Clásica Porec                      | 1.2   | Matteo Milan           | Lidl-Trek Future Racing                |
| 13-16                        | Istrian Spring Trophy              | 2.2   | Adrien Boichis         | Red Bull-BORA-hansgrohe Rookies        |
| 13-16                        | Vuelta a Rodas                     | 2.2   | Pierre-Henry Basset    | XDS Astana Development                 |
| 17                           | La Popolarissima                   | 1.2   | Iván Smirnov           | XDS Astana Development                 |
| 21                           | Youngster Coast Challenge          | 1.2U  | Sente Sentjens         | Alpecin-Deceuninck Development         |
| 23                           | Gran Premio Cholet-Pays de Loire   | 1.1   | Lukáš Kubiš            | Unibet Tietema Rockets                 |
| 23                           | Trofeo Internacional de Arrábida   | 1.2   | Luca Giaimi            | UAE Emirates Gen Z                     |
| 23                           | Gran Premio Eslovenia Istria       | 1.2   | Michiel Coppens        | BEAT Cycling Club                      |
| 23                           | Gran Premio Templo Apollon         | 1.2   | Bartosz Rudyk          | Monogo Lubelskie Perła Polski          |
| 25-29                        | Settimana Coppi e Bartali          | 2.1   | Ben Tulett             | Visma \| Lease a Bike                  |
| 26-30                        | Tour de Olympia                    | 2.2   | Antoine L'Hote         | Decathlon AG2R La Mondiale Development |
| 26-30                        | Vuelta al Alentejo                 | 2.2   | Noah Hobbs             | EF Education-Aevolo                    |
| 27                           | Gran Premio Brda-Collio            | 1.2   | Marcin Budziński       | ATT Investments                        |
| 30                           | La Roue Tourangelle                | 1.1   | Erlend Blikra          | Uno-X Mobility                         |
| 30                           | Gran Premio Adria Mobil            | 1.2   | Žak Eržen              | Bahrain Victorious Development         |

### Abril
| UCI Europe Tour 2025 - abril |                                                      |       |                     |                                 |
| Fecha                        | Carrera                                              | Clase | Ganador             | Equipo                          |
| ---------------------------- | ---------------------------------------------------- | ----- | ------------------- | ------------------------------- |
| 2                            | París-Camembert                                      | 1.1   | Lander Loockx       | Unibet Tietema Rockets          |
| 2-6                          | Tour de Grecia                                       | 2.1   | Harold Martín López | XDS Astana                      |
| 4                            | Route Adélie                                         | 1.1   | Stian Fredheim      | Uno-X Mobility                  |
| 5                            | Volta NXT Classic                                    | 1.1   | Dion Smith          | Intermarché-Wanty               |
| 5                            | Boucle de l'Artois                                   | 1.2   | Lewis Bower         | Groupama-FDJ Continental        |
| 6                            | Gran Premio Syedra Ancient City                      | 1.2   | Stefan de Bod       | Terengganu                      |
| 6                            | Trofeo Piva                                          | 1.2U  | Filippo Turconi     | VF Group Bardiani-CSF Faizanè   |
| 8-11                         | Tour de la Región de los Países del Loira            | 2.1   | Kévin Vauquelin     | Arkéa-B&B Hotels                |
| 9-13                         | Circuito de las Ardenas                              | 2.2   | Brady Gilmore       | Israel Premier Tech Academy     |
| 10-13                        | Tour de Mersin                                       | 2.2   | Stefan de Bod       | Terengganu                      |
| 12                           | Giro de la Ciudad Metropolitana de Regio de Calabria | 1.1   | Luca Colnaghi       | VF Group Bardiani-CSF Faizanè   |
| 13                           | París-Roubaix sub-23                                 | 1.2U  | Albert Philipsen    | Lidl-Trek Future Racing         |
| 13                           | Ślężański Mnich                                      | 1.2   | Norbert Banaszek    | ATT Investments                 |
| 13                           | Trofeo Ciudad de San Vendemiano                      | 1.2U  | Marco Schrettl      | Tirol KTM                       |
| 15-18                        | Giro de los Abruzzos                                 | 2.1   | Georg Zimmermann    | Intermarché-Wanty               |
| 16                           | Tour de Limburgo                                     | 1.1   | Milan Fretin        | Cofidis                         |
| 16-20                        | Tour de Loir-et-Cher                                 | 2.2   | Niklas Larsen       | BHS-PL Beton Bornholm           |
| 18                           | Clásica Grand Besançon Doubs                         | 1.1   | Guillaume Martin    | Groupama-FDJ                    |
| 19                           | Tour de Jura                                         | 1.1   | Guillaume Martin    | Groupama-FDJ                    |
| 19                           | Lieja-Bastoña-Lieja sub-23                           | 1.2U  | Jarno Widar         | Lotto Development               |
| 20                           | Tour de Doubs                                        | 1.1   | Mattéo Vercher      | TotalEnergies                   |
| 21                           | Giro del Belvedere                                   | 1.2U  | Lorenzo Finn        | Red Bull-BORA-hansgrohe Rookies |
| 22                           | Gran Premio Palio del Recioto                        | 1.2U  | Lorenzo Nespoli     | MBH Bank Ballan CSB             |
| 23-26                        | Belgrado-Bania Luka                                  | 2.2   | Dušan Rajović       | Selección de Serbia             |
| 24-27                        | Vuelta a Asturias                                    | 2.1   | Marc Soler          | UAE Emirates XRG                |
| 25                           | Gran Premio della Liberazione                        | 1.2U  | Lorenzo Masciarelli | MBH Bank Ballan CSB             |
| 25-1                         | Tour de Bretaña                                      | 2.2   | Felix Ørn-Kristoff  | Wanty-NIPPO-ReUz                |
| 27                           | Giro de la Provincia de Biella                       | 1.2   | Kasper Andersen     | Swatt Club                      |
| 27                           | Rutland-Melton International CiCLE Classic           | 1.2   | Ben Granger         | Mg.K Vis Costruzioni e Ambiente |

### Mayo
| UCI Europe Tour 2025 - mayo |                                                     |       |                        |                                        |
| Fecha                       | Carrera                                             | Clase | Ganador                | Equipo                                 |
| --------------------------- | --------------------------------------------------- | ----- | ---------------------- | -------------------------------------- |
| 1                           | Gran Premio de Fráncfort sub-23                     | 1.2U  | Conrad Haugsted        | ColoQuick                              |
| 1                           | Gran Premio Vorarlberg                              | 1.2   | Jaka Marolt            | Factor Racing                          |
| 1                           | Omloop van het Waasland                             | 1.2   | Jensen Plowright       | Alpecin-Deceuninck Development         |
| 3                           | Gran Premio Herning                                 | 1.2   | Stian Rosenlund        | AIRTOX-Carl Ras                        |
| 3                           | Flecha de las Ardenas                               | 1.2   | Jarno Widar            | Lotto Development                      |
| 4                           | Famenne Ardenne Classic                             | 1.1   | Max Kanter             | XDS Astana                             |
| 4                           | Tour de Fyen                                        | 1.2   | Daniel Stampe          | BHS-PL Beton Bornholm                  |
| 8                           | Boucles de l'Aulne                                  | 1.1   | Lewis Askey            | Groupama-FDJ                           |
| 9                           | Tour de Finisterre                                  | 1.1   | Aubin Sparfel          | Decathlon AG2R La Mondiale             |
| 10                          | Clásica de Silesia                                  | 1.2   | Marcin Budziński       | ATT Investments                        |
| 10                          | Sundvolden G. P.                                    | 1.2   | Andreas Leknessund     | Uno-X Mobility                         |
| 11                          | Radsportfest Märwil                                 | 1.2   | Stefan Bissegger       | Selección de Suiza                     |
| 11                          | Gran Premio Industrias del Mármol                   | 1.2U  | Ilya Savekin           | PC Baix Ebre                           |
| 11                          | Gante-Wevelgem sub-23                               | 1.2U  | Alessandro Borgo       | Bahrain Victorious Development         |
| 11                          | Ringerike G. P.                                     | 1.2   | Sakarias Koller Løland | Uno-X Mobility                         |
| 17                          | Giro de Himledalen                                  | 1.2   | Mads Andersen          | AIRTOX-Carl Ras                        |
| 18                          | Circuito del Porto-Trofeo Arvedi                    | 1.2   | Žak Eržen              | Bahrain Victorious Development         |
| 18                          | Omloop der Kempen                                   | 1.2   | Arne Santy             | Tarteletto-Isorex                      |
| 18                          | Vuelta a Colonia                                    | 1.1   | Matthew Brennan        | Visma \| Lease a Bike Development      |
| 21-25                       | Ronde d'Isard                                       | 2.2U  | Jarno Widar            | Lotto Development                      |
| 23-25                       | Gran Premio de Fronteras y la Sierra de la Estrella | 2.1   | Alexis Guérin          | Anicolor/Tien 21                       |
| 24                          | Gran Premio Santa Rita                              | 1.2   | Francesco Parravano    | Mg.K Vis Costruzioni e Ambiente        |
| 25                          | Trofeo Ciudad de Castelfidardo                      | 1.2   | Tommaso Dati           | Biesse Carrera Premac                  |
| 26                          | Mercan'Tour Classic Alpes-Maritimes                 | 1.1   | Cristián Rodríguez     | Arkéa-B&B Hotels                       |
| 26-30                       | Tour de Albania                                     | 2.2   | Tom Jonkmans           | Wielerploeg Groot Amsterdam            |
| 28-1                        | Flèche du Sud                                       | 2.2   | Martijn Rasenberg      | Parkhotel Valkenburg CT                |
| 28-1                        | Alpes Isère Tour                                    | 2.2   | Aubin Sparfel          | Decathlon AG2R La Mondiale Development |
| 29-1                        | Tour de Alta Austria                                | 2.2   | Edgar Cadena           | Petrolike                              |
| 30-31                       | Tour de Estonia                                     | 2.1   | Marcus Sander Hansen   | BHS-PL Beton Bornholm                  |

### Junio
| UCI Europe Tour 2025 - junio |                          |       |                          |                                |
| Fecha                        | Carrera                  | Clase | Ganador                  | Equipo                         |
| ---------------------------- | ------------------------ | ----- | ------------------------ | ------------------------------ |
| 1                            | Coppa della Pace         | 1.2U  | Diego Bracalente         | MBH Bank Ballan CSB            |
| 2                            | Trofeo Alcide Degasperi  | 1.2   | Kyrylo Tsarenko          | Solution Tech-Vini Fantini     |
| 4-8                          | Tour de Lituania         | 2.2   | Martin Laas              | Quick                          |
| 5-8                          | Tour de Malopolska       | 2.2   | Alexander Konychev       | Vorarlberg                     |
| 7                            | Flecha de Heist          | 1.1   | Paul Magnier             | Soudal Quick-Step              |
| 9                            | Antwerp Port Epic        | 1.1   | Timo Kielich             | Alpecin-Deceuninck             |
| 9                            | París-Troyes             | 1.2   | Juan David Sierra        | Tudor U23                      |
| 13                           | G. P. Kanton Aargau      | 1.1   | Neilson Powless          | EF Education-EasyPost          |
| 15                           | Elfstedenronde           | 1.1   | Paul Magnier             | Soudal Quick-Step              |
| 15-22                        | Giro de Italia Next Gen  | 2.2U  | Jakob Omrzel             | Bahrain Victorious Development |
| 18-21                        | Ruta de Occitania        | 2.1   | Nicolas Prodhomme        | Decathlon AG2R La Mondiale     |
| 22                           | Clásica Andorra MoraBanc | 1.1   | Mattias Skjelmose Jensen | Lidl-Trek                      |
| 24                           | Giro de los Apeninos     | 1.1   | Diego Ulissi             | XDS Astana                     |

### Julio
| UCI Europe Tour 2025 - julio |                                                        |       |                     |                                    |
| Fecha                        | Carrera                                                | Clase | Ganador             | Equipo                             |
| ---------------------------- | ------------------------------------------------------ | ----- | ------------------- | ---------------------------------- |
| 1                            | Trofeo Ciudad de Brescia                               | 1.2   | Giovanni Bortoluzzi | General Store-Essegibi-F.Lli Curia |
| 2-5                          | Carrera de la Solidaridad y de los Campeones Olímpicos | 2.2   | Marceli Bogusławski | ATT Investments                    |
| 3-6                          | Tour de Sibiu                                          | 2.1   | Matthew Riccitello  | Israel-Premier Tech                |
| 5                            | Gran Premio Kahramanmaraş                              | 1.2   | Nikiforos Arvanitou | Selección de Grecia                |
| 6                            | Gran Premio Edebiyat Yolu                              | 1.2   | Nikiforos Arvanitou | Selección de Grecia                |
| 6                            | Giro del Medio Brenta                                  | 1.2   | Filippo Turconi     | VF Group Bardiani-CSF Faizanè      |
| 6                            | Midden Brabant-Poort Omloop                            | 1.2   | Timo de Jong        | VolkerWessels                      |
| 9-13                         | Vuelta a Austria                                       | 2.1   | Isaac del Toro      | UAE Emirates XRG                   |
| 10-13                        | Trofeo Joaquim Agostinho                               | 2.2   | Alexis Guérin       | Anicolor/Tien 21                   |
| 12                           | Visegrad 4 Kerekparverseny                             | 1.2   | Dario Igor Belletta | Solme-Olmo                         |
| 13                           | Visegrad 4 Bicycle Race-GP Slovakia                    | 1.2   | Cesare Chesini      | MBH Bank Ballan CSB                |
| 16-20                        | Giro del Valle de Aosta                                | 2.2U  | Jarno Widar         | Lotto Development                  |
| 20                           | Visegrad 4 Bicycle Race-GP Poland                      | 1.2   | Norbert Banaszek    | ATT Investments                    |
| 21                           | Clásica Tierras del Ebro                               | 1.1   | Isaac del Toro      | UAE Emirates XRG                   |
| 22                           | Memoriał Andrzeja Trochanowskiego                      | 1.2   | Marceli Bogusławski | ATT Investments                    |
| 23-26                        | Dookoła Mazowsza                                       | 2.2   | Šimon Vaníček       | ATT Investments                    |
| 25                           | Clásica de Ordizia                                     | 1.1   | Igor Arrieta        | UAE Emirates XRG                   |
| 27                           | Puchar Ministra Obrony Narodowej                       | 1.2   | Bartłomiej Proć     | Run & Race-Wibatech                |
| 27                           | Vuelta a Castilla y León                               | 1.1   | Haimar Etxeberria   | Kern Pharma                        |
| 27                           | Gran Premio de la Villa de Pérenchies                  | 1.2   | Toon Vandebosch     | Alpecin-Deceuninck Development     |
| 30-3                         | Tour de Alsacia                                        | 2.2   | Markel Beloki       | EF Education-Aevolo                |

### Agosto
| UCI Europe Tour 2025 - agosto |                                          |       |                       |                                |
| Fecha                         | Carrera                                  | Clase | Ganador               | Equipo                         |
| ----------------------------- | ---------------------------------------- | ----- | --------------------- | ------------------------------ |
| 1-10                          | Tour de Guadalupe                        | 2.2   | Andrés Camilo Ardila  | NU Colombia                    |
| 2-4                           | Kreiz Breizh Elites                      | 2.2   | Finn Crockett         | VolkerWessels                  |
| 3                             | Circuito de Guecho                       | 1.1   | Isaac del Toro        | UAE Emirates XRG               |
| 6-8                           | Tour de l'Ain                            | 2.1   | Cian Uijtdebroeks     | Visma \| Lease a Bike          |
| 6-17                          | Vuelta a Portugal                        | 2.1   | Artem Nych            | Anicolor/Tien 21               |
| 7-9                           | Tour de Szeklerland                      | 2.2   | Dominik Neuman        | ATT Investments                |
| 10                            | Gran Premio Sportivi di Poggiana         | 1.2U  | Matteo Scalco         | VF Group Bardiani-CSF Faizanè  |
| 14-17                         | Tour de la República Checa               | 2.1   | William Junior Lecerf | Soudal Quick-Step              |
| 16                            | Gran Premio Capodarco                    | 1.2U  | Jakob Omrzel          | Bahrain Victorious Development |
| 17                            | Polynormande                             | 1.1   | Nicolas Prodhomme     | Decathlon AG2R La Mondiale     |
| 19-22                         | Tour de Limousin                         | 2.1   | Bandera de ?          | Bandera de ?                   |
| 20-24                         | Tour de la Batalla de Varsovia           | 2.2   | Bandera de ?          | Bandera de ?                   |
| 21-24                         | Tour de Bohemia del Oeste                | 2.2U  | Bandera de ?          | Bandera de ?                   |
| 22-24                         | Baltic Chain Tour                        | 2.2   | Bandera de ?          | Bandera de ?                   |
| 24                            | Gran Premio Ordu                         | 1.2   | Bandera de ?          | Bandera de ?                   |
| 26-29                         | Tour Poitou-Charentes en Nueva Aquitania | 2.1   | Bandera de ?          | Bandera de ?                   |
| 27                            | Clásica del Muro de Geraardsbergen       | 1.1   | Bandera de ?          | Bandera de ?                   |
| 27-30                         | Tour de la Route Salvation               | 2.2   | Bandera de ?          | Bandera de ?                   |
| 27-31                         | Tour de Kurpie                           | 2.2   | Bandera de ?          | Bandera de ?                   |
| 30                            | Slag om Norg                             | 1.2   | Bandera de ?          | Bandera de ?                   |
| 30-4                          | Tour de Bulgaria                         | 2.2   | Bandera de ?          | Bandera de ?                   |
| 31                            | Gran Premio de Kranj                     | 1.2   | Bandera de ?          | Bandera de ?                   |
| 31                            | Ronde van de Achterhoek                  | 1.2   | Bandera de ?          | Bandera de ?                   |
| 31                            | Gran Premio de Plouay                    | 1.2   | Bandera de ?          | Bandera de ?                   |
| 31                            | Gran Premio Stad Halle                   | 1.2   | Bandera de ?          | Bandera de ?                   |
| 31                            | Gran Premio del Somme                    | 1.2   | Bandera de ?          | Bandera de ?                   |

## Clasificaciones finales
- Nota:  Las clasificaciones finales son las siguientes:[5]

### Individual
| Posición | Corredor     | Equipo | Puntos |
| -------- | ------------ | ------ | ------ |
| 1.º      | Bandera de ? |        |        |
| 2.º      | Bandera de ? |        |        |
| 3.º      | Bandera de ? |        |        |
| 4.º      | Bandera de ? |        |        |
| 5.º      | Bandera de ? |        |        |
| 6.º      | Bandera de ? |        |        |
| 7.º      | Bandera de ? |        |        |
| 8.º      | Bandera de ? |        |        |
| 9.º      | Bandera de ? |        |        |
| 10.º     | Bandera de ? |        |        |

| Posiciones 11.ª al 20.ª | Posiciones 11.ª al 20.ª | Posiciones 11.ª al 20.ª | Posiciones 11.ª al 20.ª |
| ----------------------- | ----------------------- | ----------------------- | ----------------------- |
| 11.º                    | Bandera de ?            |                         |                         |
| 12.º                    | Bandera de ?            |                         |                         |
| 13.º                    | Bandera de ?            |                         |                         |
| 14.º                    | Bandera de ?            |                         |                         |
| 15.º                    | Bandera de ?            |                         |                         |
| 16.º                    | Bandera de ?            |                         |                         |
| 17.º                    | Bandera de ?            |                         |                         |
| 18.º                    | Bandera de ?            |                         |                         |
| 19.º                    | Bandera de ?            |                         |                         |
| 20.º                    | Bandera de ?            |                         |                         |

### Equipos
| Posición | Equipo       | Puntos |
| -------- | ------------ | ------ |
| 1.º      | Bandera de ? |        |
| 2.º      | Bandera de ? |        |
| 3.º      | Bandera de ? |        |
| 4.º      | Bandera de ? |        |
| 5.º      | Bandera de ? |        |

### Países
| Posición | País         | Puntos |
| -------- | ------------ | ------ |
| 1.º      | Bandera de ? |        |
| 2.°      | Bandera de ? |        |
| 3.º      | Bandera de ? |        |
| 4.º      | Bandera de ? |        |
| 5.º      | Bandera de ? |        |

### Países sub-23
| Posición | País         | Puntos |
| -------- | ------------ | ------ |
| 1.º      | Bandera de ? |        |
| 2.°      | Bandera de ? |        |
| 3.º      | Bandera de ? |        |
| 4.º      | Bandera de ? |        |
| 5.º      | Bandera de ? |        |